# Valkyrien fra Hårby
Valkyrien fra Hårby er en lille figur i sølv, forestillende en valkyrie, som stammer fra vikingetiden. Den blev fundet af en amatørarkæolog på en mark ved Haarby på Fyn.
Figuren er 3,4 cm høj og fremstillet i sølv, som er blevet forgyldt. Dele af figuren er belagt med niello, så den har flere farver. Figuren forestiller en kvinde iført en lang kjole med et mønster. Hendes øjne er meget tydelige og håret er samlet i nakken. I højre arm holder figuren et sværd, mens den venstre holder et rundt skjold, hvor skjoldbulen er fremhævet.
Arkæologerne har tolket figuren som at den utvivlsomt repræsenterer en valkyrie, der i den nordiske mytologi bragte de faldne krigere til Valhal. Der findes en lille gruppe af andre valkyriesmykker fra 800-tallet, men valkyrien fra Hårby adskiller sig ved at være i 3D, hvorimod tidligere kendte fund alle har været i 2D.
Der er gjort adskillige fund i Hårby fra jernalderen og begyndelsen af vikingetiden, hvilke bl.a. tæller en guldstang, sølvmønter og bronzesmykker. En udgravning viste, at der havde været flere grubehuse i området, som havde fungeret som værksteder. I affaldslagene er der gjort mange metalfund, som bl.a. tæller ødelagte og udtjente smykker, der skulle smeltes om til nye. Det antages, at valkyrien har været blandt disse, og ved en fejl er blevet smidt på møddingen.
Smykket er i dag udstillet på Nationalmuseet.
I 2015 blev en 2 m høj træskulptur, der forestillede valkyrien fra Hårby, afsløret i Assens. Skulpturen vejer mellem 300 og 400 kg.